# Graptemys barbouri
Espèce
Statut de conservation UICN

 VU A2bcde : Vulnérable
Statut CITES
Graptemys barbouri est une espèce de tortues de la famille des Emydidae.

## Répartition
Cette espèce est endémique des États-Unis. Elle se rencontre en Alabama, en Floride et en Géorgie.

## Description
Cette tortue mesure entre 8 et 14 cm pour les mâles, les femelles étant un peu plus petites. Elle présente des trois petites épines noires sur le dessus de la carapace, et la tête est striée de blanc.
Elle se nourrit de petits mollusques, insectes et poissons qu'elle capture dans les rivières où elle vit.

## Étymologie
Cette espèce est nommée en l'honneur du zoologiste américain Thomas Barbour (1884-1946).

## Publication originale
- Carr & Marchand, 1942 : A new turtle from the Chipola River, Florida. Proceedings of the New England Zoological Club, vol. 20, p. 95-100.